# Национальная библиотека Турции
Национальная библиотека Турции — центральная библиотека Турции, расположенная в Анкаре. Основана 15 апреля 1946 года.

## История
Национальная библиотека Турции была создана 15 апреля 1946 года в районе Чанкая города Анкара при Министерстве образования через Управление публикаций. Первоначально в библиотеке было 8000 печатных работ, в течение первого года она благодаря увеличению фонда ей потребовалось новое здание. Чтобы сделать коллекцию доступной для общественности, 17 апреля 1947 года библиотека переехала во временное здание. Вскоре размер фонда достиг 60 000 экземпляров. Библиотека официально начала обслуживать пользователей 16 августа 1948 года. В настоящее время это здание функционирует как Публичная провинциальная библиотека Анкары. Национальная библиотека стала отдельным юридическим лицом, независимым от Министерства национального образования, в соответствии с законом, принятым Великим национальным собранием 23 марта 1950 года. Через девять дней закон вступил в силу и был опубликован в T.C. Resmi Gazete.
В 1965 году появились планы по строительству нового здания для Национальной библиотеки, существующее здание не могло соответствовать требованиям в будущем. Строительство началось в 1973 году и было завершено 5 августа 1983 года. С момента завершения строительства библиотека обслуживала своих посетителей на площади около 39 000 квадратных метров.
Согласно Закону 1934 года о компиляции печатных статей и изображений, необходимо отправлять копию каждого произведения, опубликованного в стране, в Национальную библиотеку. По данным на 2017 год, в архиве библиотеки находилось 4 087 909 рукописей и печатных работ. Согласно статистике того же года, количество пользователей Национальной библиотеки, в которой зарегистрировано 26 478 членов, составило 629 905 человек.
Библиотека является членом Конференции европейских национальных библиотекарей и Европеаны. Она является членом Национального коллективного каталога организаций Турции.